# Aphelonema nigriviridia
Aphelonema nigriviridia är en insektsart som beskrevs av Ball 1926. Aphelonema nigriviridia ingår i släktet Aphelonema och familjen Caliscelidae. Inga underarter finns listade i Catalogue of Life.